# Profiterole
Profiterole či chou à la crème je francouzský dezert kulovitého tvaru z odpalovaného těsta typicky plněný sladkou náplní jako je šlehačka, žloutkový krém nebo zmrzlina. Na povrchu může být dezert ozdobený čokoládovou polevou, karamelem nebo moučkovým cukrem. Existují také profiterolky na slano, plněné například masem či sýrem, jež bývají podávány k polévkám.
Byl znám již na dvoře francouzské královny Kateřiny Medicejské v 16. století.

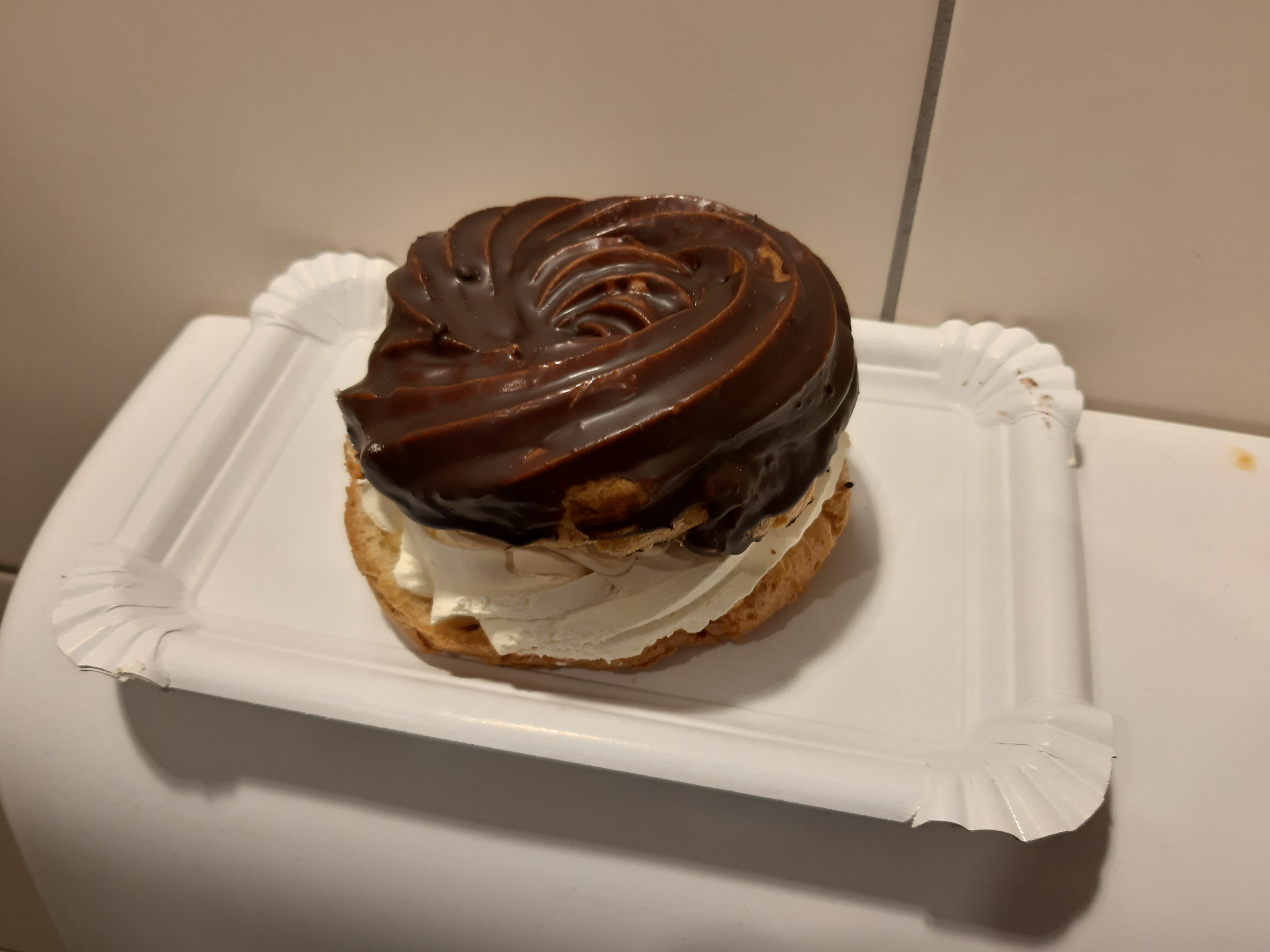
Čokoládový větrník

V Česku vychází z tohoto francouzského dezertu zákusek zvaný větrník.